# شرحبيل بن مسلم الخولاني
شرحبيل بن مسلم بن حامد الخولاني الشامي، من رواة الحديث وهو ثقة، من أهل الْيمن عداده فِي أهل الشَّام، أدْرك خَمْسَة من الصحابة.

## روايته للحديث النبوي
- روى عن: أبيه والمقدام بن معدي كرب وأبي الدرداء يقال مرسل وتميم الداري وثوبان وأبي امامة وعتبة بن عبد وأبي عنبة الخولاني وعبد الله بن بسر وجبير بن نفير وروح بن زنباع وجماعة.
- وعنه: حريز بن عثمان وثور بن يزيد وإسماعيل بن عياش وعمر بن عبد الرحمن القيسي.[3]
- عن شرحبيل بن مسلم ، قال : سمعت ابن عباس ، يقول : قال رسول الله صلى الله عليه وسلم : ما من مسلم يدرك له ابنتان ، فيحسن إليهما ما صحبتاه أو صحبهما ، إلا أدخلتاه الجنة[4]

## الجرح والتعديل
- أبو محمد الفتياني: صدوق فيه لين.
- أحمد بن حنبل: من ثقات الشامين، ومرة: رضيه.
- أحمد بن صالح الجيلي: ثقة.
- ابن حجر العسقلاني: صدوق فيه لين.
- محمد بن عبد الله بن نمير: وثقه.
- مصنفوا تحرير تقريب التهذيب: ثقة.
- يحيى بن معين: ضعيف.
- يعقوب بن سفيان الفسوي: ثقة[1]